# 129165 Kevinstout
129165 Kevinstout este o planetă minoră (asteroid), cu un diametru de 4,338 km, din centura de asteroizi. A fost descoperită pe 9 aprilie 2005 la Mount Lemmon⁠(d) de Mount Lemmon Survey⁠(d). 
Obiectul prezintă o orbită caracterizată de o semiaxă mare de 3,0168703497239 UAi, o excentricitate de 0,11, o înclinație de 7,8 ° în raport cu ecliptica.